# Bob ai XXIII Giochi olimpici invernali - Bob a due femminile
Nel bob ai XXIII Giochi olimpici invernali la gara del bob a due maschile si è disputata nelle giornate del 20 e 21 febbraio nella località di Daegwallyeong sulla pista dell'Alpensia Sliding Centre.
Il titolo olimpico uscente apparteneva alla coppia canadese composta da Kaillie Humphries e Heather Moyse, vinto sopravanzando quella statunitense formata da Elana Meyers e Lauryn Williams e l'altra compagine statunitense costituita da Jamie Greubel e Aja Evans. Le detentrici del titolo mondiale di Schönau am Königssee 2017 erano la stessa Elana Meyers con la frenatrice Kehri Jones.
La medaglia d'oro è stata conquistata dall'equipaggio tedesco formato da Mariama Jamanka e Lisa Buckwitz, giunte al traguardo con 7 centesimi di secondo davanti alla formazione statunitense composta da Elana Meyers-Taylor e Lauren Gibbs che hanno quindi vinto la medaglia d'argento, precedendo sul podio la compagine canadese costituita da Kaillie Humphries e Phylicia George, staccate di 44 centesimi dalle vincitrici. Per la Meyers-Taylor e per la Humphries si trattò della terza medaglia vinta in tre edizioni dei Giochi, con la statunitense già argento a Soči 2014 e bronzo a Vancouver 2010 (in quell'occasione nel ruolo di frenatrice) mentre la canadese aveva vinto gli ultimi due titoli olimpici. La Germania torna a vincere i Giochi olimpici nel bob femminile a 12 anni di distanza dal successo di Sandra Kiriasis e Anja Schneiderheinze, ottenuto a Torino 2006.
Il 24 febbraio il Tribunale Arbitrale dello Sport ha squalificato l'equipaggio russo composto da Nadežda Sergeeva e Anastasija Kočeržova in quanto la Sergeeva è stata trovata positiva alla trimetazidina durante un controllo antidoping; la stessa atleta ha ammesso di aver fatto uso della sostanza incriminata.

## Sistema di qualificazione
In base a quanto previsto dal regolamento di qualificazione ai Giochi, possono partecipare alla competizione al massimo 20 equipaggi suddivisi secondo le seguenti quote: 2 nazioni potranno schierare tre equipaggi, 4 nazioni potranno schierarne due e altre 2 potranno schierarne soltanto uno. I rimanenti tre posti sono riservati eventualmente ai continenti che non hanno una rappresentativa inclusa nella graduatoria dei primi 16 equipaggi di cui sopra, inoltre è garantito un posto per una compagine sudcoreana, in qualità di nazione ospitante i Giochi. Tenendo conto di questo sistema di selezione, la quota dei piloti schierabili da ogni comitato olimpico nazionale è calcolata in base alla graduatoria dell'IBSF Ranking (classifica a punti comprendente le gare di Coppa del Mondo, Coppa Europa e Coppa Nordamericana, con pesi differenti) al 14 gennaio 2018. Eventuali ulteriori posti avanzati verranno assegnati scorrendo il suddetto Ranking IBSF. La scelta delle atlete vere e proprie è tuttavia a discrezione di ogni comitato nazionale, a patto che essi soddisfino determinati requisiti di partecipazione a gare internazionali disputatesi nella stagione pre-olimpica e sino al 14 gennaio 2018.

### Equipaggi qualificati
Il 22 gennaio 2018 la IBSF aveva diramato i comunicati ufficiali in merito ai 20 equipaggi qualificati ai Giochi. In data 28 gennaio 2018 la rappresentativa dell'Australia, che aveva qualificato un equipaggio in quanto unica rappresentante il continente dell'Oceania, rinunciò a partecipare alla competizione e pertanto la sua quota fu riassegnata alla Romania.
- Nazioni con tre equipaggi:  Germania e  Canada.
- Nazioni con due equipaggi:  Stati Uniti,  Austria,  Atleti Olimpici dalla Russia e  Belgio.
- Nazioni con un equipaggio:  Svizzera,  Gran Bretagna,  Corea del Sud[5],  Nigeria[6],  Giamaica e  Romania[7].

## Record del tracciato
Prima della manifestazione i record del tracciato dell'Alpensia Sliding Centre erano i seguenti:
| Partenza | 5"23  | Elana Meyers-Taylor / Lolo Jones Stati Uniti | 18 marzo 2017 |
| Pista    | 51"71 | Elana Meyers-Taylor / Lolo Jones Stati Uniti | 18 marzo 2017 |

Durante la competizione sono stati battuti i seguenti record:
| Record   | Data        | Evento   | Atleta                             | Nazione     | Tempo |
| -------- | ----------- | -------- | ---------------------------------- | ----------- | ----- |
| Partenza | 20 febbraio | manche 1 | Elana Meyers-Taylor / Lauren Gibbs | Stati Uniti | 5"22  |
| Pista    | 20 febbraio | manche 1 | Elana Meyers-Taylor / Lauren Gibbs | Stati Uniti | 50"52 |
| Partenza | 20 febbraio | manche 2 | Elana Meyers-Taylor / Lauren Gibbs | Stati Uniti | 5"21  |
| Pista    | 21 febbraio | manche 3 | Elana Meyers-Taylor / Lauren Gibbs | Stati Uniti | 50"46 |

## Classifica di gara
| Pos. | Nazione                      | Atlete                                    | 1ª manche | 2ª manche | 3ª manche  | 4ª manche | Totale  | Distacco |
| ---- | ---------------------------- | ----------------------------------------- | --------- | --------- | ---------- | --------- | ------- | -------- |
|      | Germania                     | Mariama Jamanka Lisa Buckwitz             | 50"54     | 50"72     | 50"49      | 50"70     | 3'22"45 |          |
|      | Stati Uniti                  | Elana Meyers-Taylor Lauren Gibbs          | 50"52     | 50"81     | 50"46 (TR) | 50"73     | 3'22"52 | +0"07    |
|      | Canada                       | Kaillie Humphries Phylicia George         | 50"72     | 50"88     | 50"52      | 50"77     | 3'22"89 | +0"44    |
| 4    | Germania                     | Stephanie Schneider Annika Drazek         | 50"63     | 50"93     | 50"71      | 50"70     | 3'22"97 | +0"52    |
| 5    | Stati Uniti                  | Jamie Greubel-Poser Aja Evans             | 50"59     | 50"99     | 50"59      | 50"85     | 3'23"02 | +0"57    |
| 6    | Canada                       | Alysia Rissling Heather Moyse             | 50"81     | 50"95     | 50"83      | 51"04     | 3'23"63 | +1"18    |
| 7    | Canada                       | Christine de Bruin Melissa Lotholz        | 50"94     | 50"91     | 50"75      | 51"29     | 3'23"89 | +1"44    |
| 8    | Gran Bretagna                | Mica McNeill Mica Moore                   | 50"77     | 50"95     | 51"16      | 51"19     | 3'24"07 | +1"62    |
| 9    | Svizzera                     | Sabina Hafner Rahel Rebsamen              | 50"86     | 51"16     | 51"07      | 51"21     | 3'24"30 | +1"85    |
| 10   | Austria                      | Christina Hengster Valerie Kleiser        | 51"23     | 51"04     | 51"00      | 51"24     | 3'24"51 | +2"06    |
| 11   | Belgio                       | Elfje Willemsen Sara Aerts                | 51"03     | 51"27     | 51"10      | 51"21     | 3'24"61 | +2"16    |
| 12   | Belgio                       | An Vannieuwenhuyse Sophie Vercruyssen     | 51"24     | 51"28     | 51"53      | 51"20     | 3'25"25 | +2"80    |
| 13   | Germania                     | Anna Köhler Erline Nolte                  | 51"21     | 51"20     | 51"46      | 51"41     | 3'25"28 | +2"83    |
| 14   | Corea del Sud                | Kim Yoo-ran Kim Min-seong                 | 51"24     | 51"20     | 51"32      | 51"55     | 3'25"31 | +2"86    |
| 15   | Romania                      | Maria Adela Constantin Andreea Grecu      | 51"17     | 51"40     | 51"39      | 51"57     | 3'25"53 | +3"08    |
| 16   | Atleti Olimpici dalla Russia | Aleksandra Rodionova Julija Belomestnych  | 51"29     | 51"47     | 51"41      | 51"55     | 3'25"72 | +3"27    |
| 17   | Austria                      | Katrin Beierl Victoria Hahn               | 51"49     | 51"41     | 51"51      | 51"43     | 3'25"84 | +3"39    |
| 18   | Giamaica                     | Jazmine Fenlator-Victorian Carrie Russell | 51"29     | 51"50     | 51"83      | 51"32     | 3'25"94 | +3"49    |
| 19   | Nigeria                      | Seun Adigun Ngozi Onwumere                | 52"21     | 52"55     | 52"31      | 52"53     | 3'29"60 | +7"15    |
| -    | Atleti Olimpici dalla Russia | Nadežda Sergeeva Anastasija Kočeržova     | DQB       | DQB       | DQB        | DQB       | DQB     | DQB      |

Data: Martedì 20 febbraio 2018

Ora locale 1ª manche: 20:50

Ora locale 2ª manche: 22:45

Data: Mercoledì 21 febbraio 2018

Ora locale 3ª manche: 20:40

Ora locale 4ª manche: 23:00

Pista: Alpensia Sliding Centre 

Legenda:
- DNS = non partite (did not start)
- DNF = prova non completata (did not finish)
- DSQ = squalificate (disqualified)
- DQB = squalifica per comportamento antisportivo (disqualified for unsportsmanlike behavior)
- Pos. = posizione
- TR = record del tracciato